# Soroll de fons (novel·la)
Soroll de fons (en anglès, White Noise) és la vuitena novel·la de l'escriptor estatunidenc Don DeLillo, publicada originalment per Viking Press en 1985. El mateix any va rebre el Premi Nacional del Llibre en la categoria de ficció
Soroll de fons és un exemple de literatura postmodernista. La revista Time la va incloure en la seva llista de 100 millors novel·les de parla anglesa escrites entre 1923 i 2005